# Kista stadsdelsområde

Kista.

Kista var fram till den 1 januari 2007 ett stadsdelsområde i Stockholms kommun som tillhörde Västerort och omfattade stadsdelarna Akalla, Husby, Kista och Hansta (naturreservat sedan 1989). Kista var Stockholms nordligaste stadsdelsområde.
Stadsdelsnämnden startade sin verksamhet den 1 januari 1997 som en av 24 stadsdelsområden. Stadsdelsområdet hade cirka 30 000 invånare och sammanföll med Kista församling och postorten Kista. Den 1 januari 2007 lades stadsdelsområdet samman med Rinkeby stadsdelsområde och bildade Rinkeby-Kista stadsdelsområde.